# ボレスワフ1世 (マゾフシェ公)
ボレスワフ1世（ポーランド語：Bolesław I Mazowiecki, 1208年 - 1248年）は、サンドミェシュ公（在位：1229年 - 1232年、一部のみ統治）、マゾフシェ北部の公（在位：1233年 - 1247年）、マゾフシェ全域の公（在位：1247年 - 1248年）。マゾフシェ公コンラト1世の長男、母はノヴホロド＝シーヴェルスキー公スヴャトスラフの娘アガフィア。

## 生涯
ボレスワフは若いころから父の政治的野心の駒として働き、1227年に伯父のレシェク1世（白公）が死ぬと、ボレスワフは父に随行してマウォポルスカに赴き、クラクフ公（ポーランド大公）の地位を父が得られるよう、クラクフの支層と交渉している。しかし、クラクフ公の座は従伯父のヴィエルコポルスカ公ヴワディスワフ3世（細足公）の手にわたった。この失敗にもかかわらず、父からドブジン・ナド・ヴィスウォンの要塞とその付属地域を与えている。
1229年、父は都市ラドムなどサンドミェシュ公国の一部を獲得したが、ボレスワフはこの地域を譲られた。但し、ドブジン・ナド・ヴィスウォンと引き換えるのが条件で、この地域はボレスワフの下の弟シェモヴィト1世の領地となった。1231年、ボレスワフは父や弟達と一緒にヘウムノ地方にドイツ騎士団を招いている。また同年、ヴワディスワフ3世が没した際に起きたクラクフ公位の争奪戦において、ボレスワフは公位を得ようとする父を支援した。しかし翌1232年、クラクフ公位を得たヴロツワフ公ヘンリク1世（髭公）はプロイセン人を利用してマゾフシェに攻め入り、コンラト1世にクラクフ公位を諦めさせた。さらに、ヘンリク1世はボレスワフの領地を奪い、サンドミェシュ公国全域を支配するようになった。
サンドミェシュの領地喪失の埋め合わせとして、コンラト1世はボレスワフにシェラツを中心とするマゾフシェ公国の一部を譲った（しかし、公国の外交と軍事に関する命令権は譲られなかった）。1234年、ボレスワフはシェラツを父に返すかわりにマゾフシェ北部を与えられた。シェラツはマウォポルスカに接しており、父がクラクフ公位を狙う上で、戦略上重要な地域だったのである。その後しばらくして、ボレスワフはプルーセン人やルーシ諸公と交戦状態に陥り、ドロヒチンにドブジン騎士団を呼び寄せている。1238年には、ハールィチ・ヴォルィーニ大公ダヌィーロ及びリトアニア大公ミンダウガスに対する戦争に参加している。
1241年、クラクフ公であった義父のヘンリク2世（敬虔公）がレグニツァの戦いでモンゴル軍に殺されると、ボレスワフは父が占領に成功したクラクフ公国に駐屯する役目を負った。しかし2年後の1243年にはクラクフを追い出され、コンラト1世はポーランド君主の座を失うことになった。
1247年に父が死ぬと、ボレスワフはその権力を引き継ぐことになった。父の遺言で、ボレスワフがマゾフシェ公国の大部分を相続した。兄が父の領国の大半を与えられたことが面白くない次弟のクヤヴィ公カジミェシュ1世は、兄に攻撃をしかけた。
ボレスワフ1世は公国を相続してまもない1248年の春に死んだ。1234年にヘンリク2世の長女ゲルトルダと結婚したが、ゲルトルダは子供を産まないまま10年後の1244年に亡くなり、最初の妻の死の2年後である1246年にルーシのベルズ公アレクサンドルの娘アナスタシヤと再婚したが、彼女とのあいだにも子供を授からなかった。遺言で遺領の全てを三弟シェモヴィト1世に譲ったが、この遺言はカジミェシュ1世の存在を無視した内容であり、カジミェシュ1世とシェモヴィト1世との間で争いの起こる原因になった。
| 先代 コンラト1世 | マゾフシェ公 1247年 - 1248年 | 次代 シェモヴィト1世 |